# TeenAngels 4
TeenAngels 4 è il quarto album in studio del gruppo musicale argentino TeenAngels, pubblicato il 31 marzo 2010.
L'album è stato in gran parte prodotto da Cris Morena, creatrice della telenovela. Vi sono anche delle partecipazioni speciali da parte di Benjamín Amadeo, Rocío Igarzábal, María del Cerro e Candela Vetrano. L'album è diventato disco d'oro in Argentina lo stesso giorno della sua pubblicazione.

## Tracce
1. TeenAngels – Vos ya sabés – 3:38 (Cris Morena, Fernando López Rossi e Pablo Durand)
2. Peter Lanzani – Dónde estás – 3:13 (Cris Morena, Fernando López Rossi e Pablo Durand)
3. Lali Espósito e China Suárez – Quiero salir del paraíso – 3:24
4. Lali Espósito – Me voy – 3:33 (Cris Morena, Fernando López Rossi e Pablo Durand)
5. TeenAngels – Estoy aquí otra vez – 3:49 (Cris Morena, Fernando López Rossi e Pablo Durand)
6. China Suárez e Benjamín Amadeo – Cambiar de aire – 4:25 (Cris Morena, Fernando López Rossi e Pablo Durand)
7. TeenAngels – Hoy te ví – 3:12 (Cris Morena, Fernando López Rossi e Pablo Durand)
8. Gastón Dalmau e Rocío Igarzábal – Abre tus ojos – 3:41 (Cris Morena, Fernando López Rossi e Pablo Durand)
9. Rocío Igarzábal, María del Cerro e Candela Vetrano – Sólo amigos – 3:42 (Andrés Alcaraz, Diego Vanegas e David López)
10. TeenAngels – Resiste – 3:23 (Cris Morena, Fernando López Rossi e Pablo Durand)
11. TeenAngels – Por eso estoy preso – 3:07 (José Finkelberg, Eduardo Franco Da Silva e José Carlos Mosenkis)
12. TeenAngels – Miedo a perderte – 3:45 (Daniel Ambrojo Erasmo)
13. TeenAngels – Bravo por la tierra – 3:07 (Cris Morena, Fernando López Rossi e Pablo Durand)

## Formazione
Gruppo
- Peter Lanzani – voce
- Lali Espósito – voce
- China Suárez – voce
- Gastón Dalmau – voce
- Nicolás Riera – voce

Con la partecipazione di
- Candela Vetrano – voce
- Rocío Igarzábal – voce
- María del Cerro – voce
- Benjamín Amadeo – voce